# Glaukon (Platon)
Glaukon (altgriechisch Γλαύκων Glaúkōn, auch Glaukon von Athen; * vor 428 v. Chr.; † nach 382 v. Chr.) war ein älterer Bruder des Philosophen Platon. Er soll sich als Schriftsteller betätigt haben.

## Leben
Glaukon war der zweitälteste der drei Söhne von Ariston und dessen Ehefrau Periktione. Er erhielt seinen Namen nach seinem Großvater mütterlicherseits. Seine Brüder waren Adeimantos und Platon; Platon war der jüngste. Sie hatten eine Schwester namens Potone.
Die Familie war vornehm und wohlhabend. Sie lebte in Kollytos, einem Stadtteil von Athen. Ariston betrachtete sich als Nachkomme des Kodros, eines mythischen Königs von Athen; jedenfalls war einer seiner Vorfahren, Aristokles, schon 605/604 v. Chr. Archon gewesen. Unter Periktiones Ahnen war ein Freund und Verwandter des legendären athenischen Gesetzgebers Solon.
Glaukon wurde spätestens 429 geboren. Nach dem frühen Tod seines Vaters heiratete seine Mutter um 423 ihren Onkel mütterlicherseits Pyrilampes, einen angesehenen Athener, der zu Perikles’ Zeit als Gesandter tätig gewesen war. Aus dieser Ehe ging Antiphon, ein Halbbruder Glaukons, hervor. Pyrilampes hatte aus einer früheren Ehe einen Sohn, Demos, der Glaukons Stiefbruder wurde.
Nach Angaben Platons nahm Glaukon im Peloponnesischen Krieg zusammen mit seinem Bruder Adeimantos an einer Schlacht bei Megara teil, wobei er sich auszeichnete. Falls dies keine literarische Fiktion, sondern historische Realität ist, handelt es sich wohl um die Schlacht bei den Keratahügeln in der Nähe von Megara, die im Jahr 409 stattfand.
Glaukon war philosophisch interessiert und gehörte zum Umkreis des berühmten Philosophen Sokrates, dessen Schüler sein jüngerer Bruder Platon war. Ein Schülerverhältnis Glaukons zu Sokrates ist in den Quellen aber nicht bezeugt. In Platons Apologie des Sokrates, einer literarisch ausgestalteten Version der Verteidigungsrede, die Sokrates im Jahr 399 als Angeklagter hielt, wird Adeimantos, nicht aber Glaukon unter den Anwesenden, die als Entlastungszeugen in Betracht kommen, genannt.
Der Schriftsteller Xenophon, der ein Schüler des Sokrates war, überliefert in seinen Erinnerungen an Sokrates ein längeres Gespräch zwischen dem Philosophen und dem jungen Glaukon, der noch nicht zwanzig Jahre alt war, aber sich in den Kopf gesetzt hatte, eine politische Führungsrolle anzustreben und zu diesem Zweck in der Volksversammlung als Redner aufzutreten. Seine Verwandten und Freunde hatten vergeblich versucht, ihn davon abzubringen, um ihm die voraussehbare Blamage zu ersparen. Erst Sokrates gelang es, einen Sinneswandel des jungen Mannes zu bewirken, indem er ihm seine Unwissenheit in Staatsangelegenheiten vor Augen führte.
Als junger Mann hatte Glaukon ein homoerotisches Verhältnis zu Kritias, der ein Vetter seiner Mutter war und später als oligarchischer Politiker während der Herrschaft der Dreißig (404–403) eine maßgebliche Rolle spielte.

## Werke
Der Philosophiegeschichtsschreiber Diogenes Laertios behauptet, Glaukon habe neun Dialoge verfasst, und gibt deren Titel an: Pheidylos, Euripides, Amyntichos, Euthias, Lysitheides, Aristophanes, Kephalos, Anaxiphemos und Menexenos. Unter Glaukons Namen seien außerdem 32 weitere Dialoge überliefert, die aber als unecht betrachtet würden. Von diesen Werken ist nichts erhalten geblieben. Die Personen, nach denen die Dialoge benannt sind, können teilweise identifiziert werden. Bei Euripides und Aristophanes handelt es sich um die berühmten Dramatiker. Kephalos ist wohl entweder Kephalos von Klazomenai, der fiktive Erzähler in Platons Dialog Parmenides, oder Kephalos von Syrakus, der in Athen lebende Vater des berühmten Redenschreibers Lysias. Kephalos von Syrakus ist einer der Gesprächspartner des Sokrates in Platons Dialog Politeia. Menexenos ist wohl der Schüler des Sokrates, nach dem auch Platons Dialog Menexenos benannt ist.

## Rolle in Werken Platons
Glaukon kommt in drei Dialogen Platons vor. Im Dialog Politeia nimmt er am Gespräch teil; dort sind er und sein Bruder Adeimantos ab dem zweiten Buch die Hauptgesprächspartner des Sokrates. Insgesamt sind die Glaukon zugewiesenen Partien die umfangreichsten und philosophisch gewichtigsten unter den Äußerungen von Sokrates’ Gesprächspartnern in diesem Dialog. Glaukon wird dort als liebeserfahren, mutig, streitlustig und im Auftreten sehr entschieden beschrieben. Im Gespräch erweist er sich als ehrgeizig, optimistisch, geradlinig und erfolgsbewusst. In Platons Symposion tritt er nur in der Rahmenhandlung als Fragesteller auf. Im Dialog Parmenides ist er als Randfigur an der Rahmenhandlung beteiligt.